# Аверичкин, Фёдор Степанович
Фёдор Степа́нович Аве́ричкин (1889—1933) — активный участник революции и Гражданской войны в России, политработник Красного флота (с 1911), член ВКП(б) с марта 1917 года, член ВЦИК.

## Биография
На флоте служил с 1911 года, окончил классы унтер-офицеров учебно-минного отряда Балтийского флота (1913), участник Первой мировой войны. В 1915 году привлекался к суду за революционную работу в Кронштадте. После Февральской революции стал членом Гельсингфорсского совета депутатов армии, флота и рабочих от посыльного судна «Кречет». Затем стал членом Центробалта, в августе — сентябре 1917 года — его председатель. Входил в тройку, избранную Центробалтом для подготовки Балтфлота к Октябрьскому восстанию, участвовал в борьбе с походом Керенского — Краснова на Петроград. С ноября 1917 года — комиссар Главного Гидрографического управления и комендант Главного адмиралтейства. В 1918—1919 годах — командир отряда матросов-минёров на Балтийском флоте. С лета 1919 года — комиссар батальона моряков в боях с войсками генерала Юденича, затем комиссар Петроградского военно-морского порта. В феврале — июле 1920 года — член РВС Морских сил Балтийского моря. С июля 1920 года по июнь 1921 года — комиссар морских сил Каспийского моря. В 1921—1922 годах — вновь член РВС Морских сил Балтийского моря, затем командир Кронштадтского порта. В январе 1931 — январе 1932 годов — командующий Каспийской военной флотилией.
Умер 20 сентября 1933 года на посту председателя Леноблсовета ОСОАВИАХИМа. Похоронен на Коммунистической площадке (ныне Казачье кладбище Александро-Невской лавры).